# خوان کاستیو

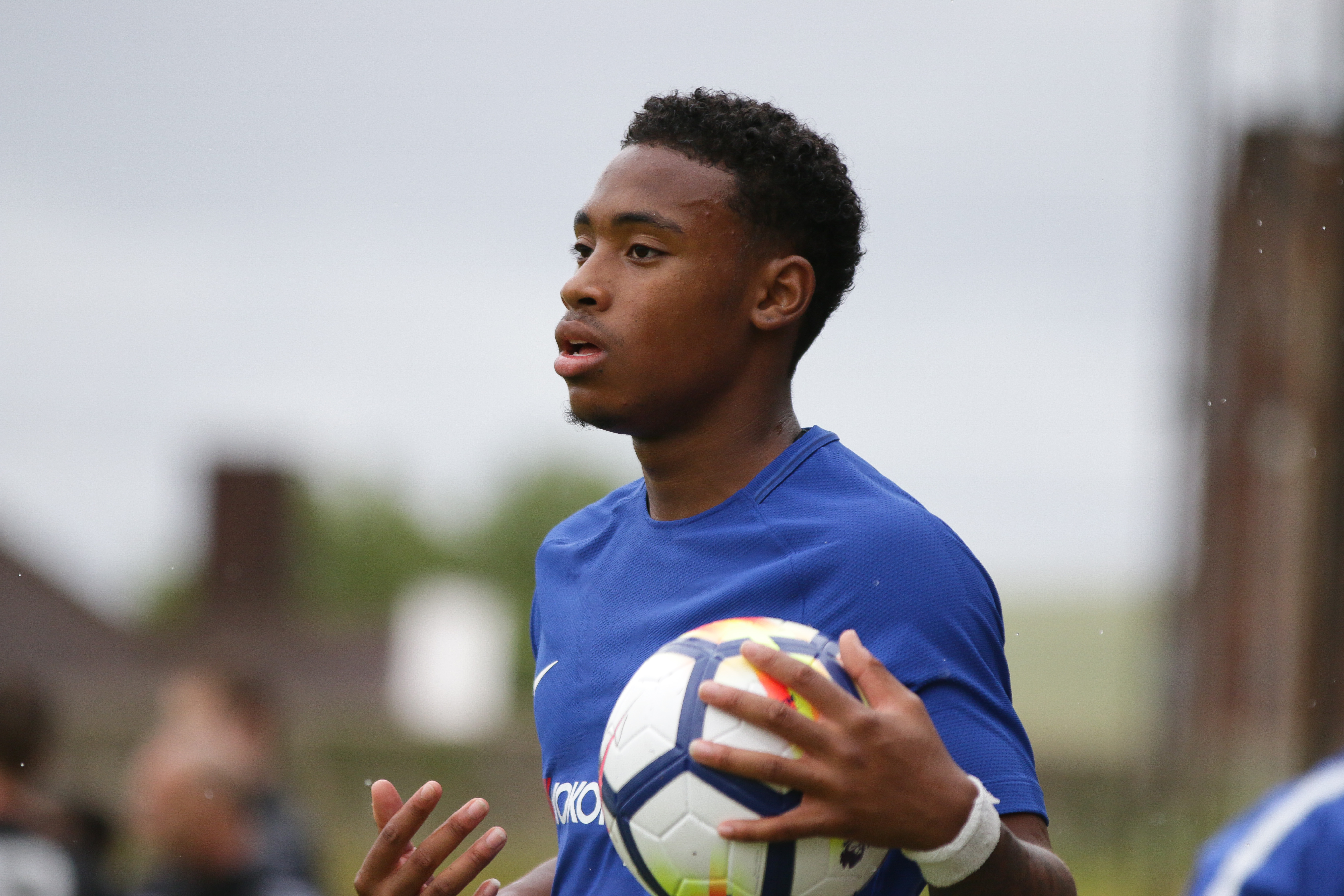
خوان کاستیو - ۲۰۱۷

خوان کاستیو (انگلیسی: Juan Castillo؛ زادهٔ ۱۳ ژانویهٔ ۲۰۰۰) بازیکن فوتبال اهل هلند است.
از باشگاه‌هایی که در آن بازی کرده‌است می‌توان به باشگاه فوتبال چلسی و باشگاه فوتبال آژاکس آمستردام اشاره کرد.
وی همچنین در تیم‌های ملی فوتبال زیر ۱۷ سال هلند و زیر ۱۹ سال هلند بازی کرده‌است.